# Notre-Dame-de-Courson
Notre-Dame-de-Courson ist eine ehemalige französische Gemeinde mit 433 Einwohnern (Stand: 1. Januar 2013) im Département Calvados in der Region Normandie.
Am 1. Januar 2016 wurde Notre-Dame-de-Courson im Zuge einer Gebietsreform zusammen mit 21 benachbarten Gemeinden als Ortsteil in die neue Gemeinde Livarot-Pays-d’Auge eingegliedert.

## Geografie
Notre-Dame-de-Courson liegt im Pays d’Auge. Rund 17 Kilometer nördlich des Ortes befindet sich Lisieux. Die Touques durchfließt Notre-Dame-de-Courson von Norden kommend.

## Bevölkerungsentwicklung
| Jahr                             | 1793  | 1836  | 1876 | 1926 | 1946 | 1975 | 1990 | 2013 |
| Einwohner                        | 1.078 | 1.161 | 843  | 630  | 625  | 506  | 416  | 433  |
| Quelle: Cassini, EHESS und INSEE |       |       |      |      |      |      |      |      |

## Sehenswürdigkeiten

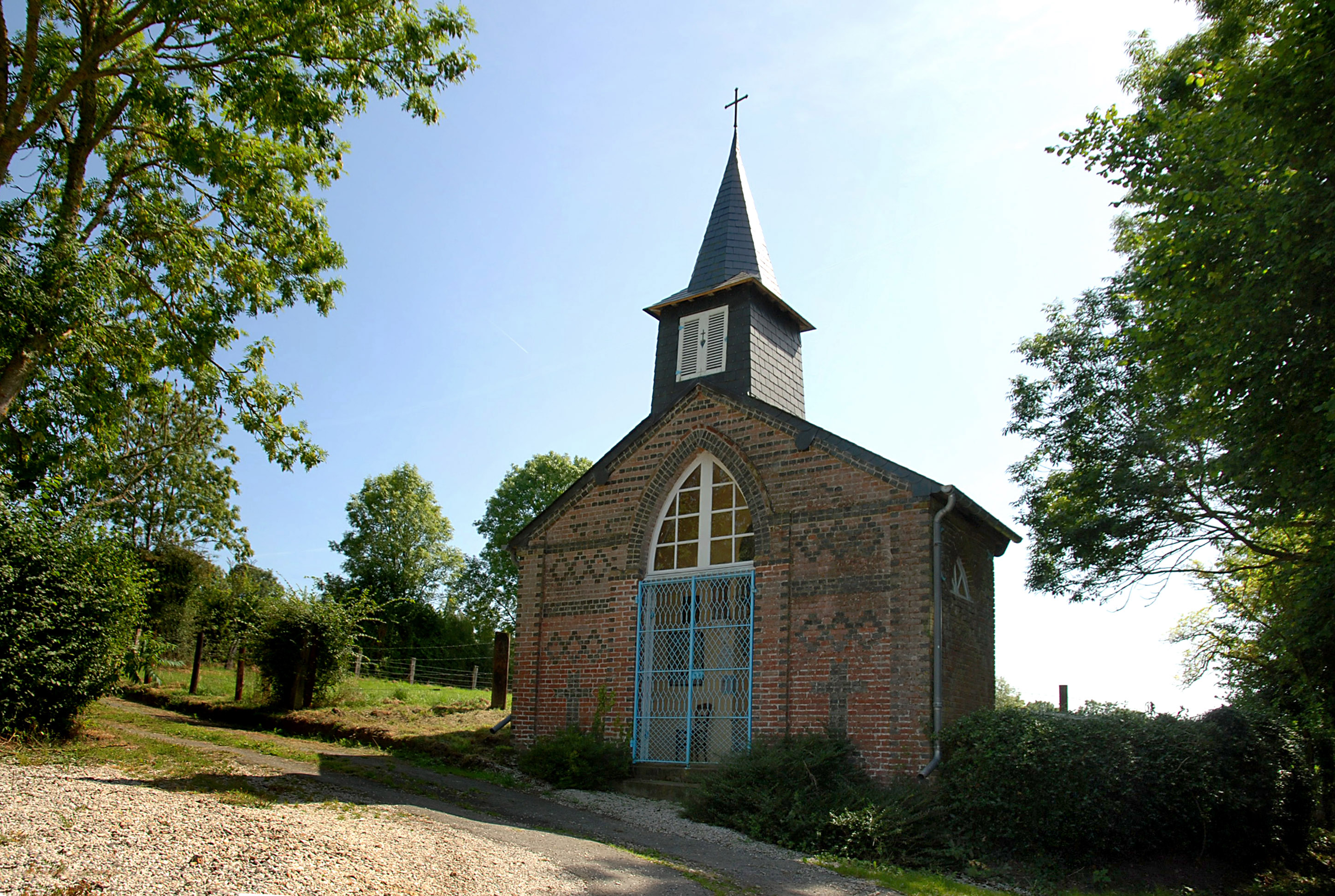
Wegkapelle Notre-Dame-de-la-Salette

- Kirche Notre-Dame aus dem 17. Jahrhundert; ein Altarretabel, drei Skulpturen und zwei Kredenzen im Inneren sind seit 1922 beziehungsweise 1975 als Monument historique klassifiziert[3][4][5][6][7]
- vier Herrenhäuser aus dem 15.–17. Jahrhundert, alle Monument historique[8][9][10][11]
- Wegkapelle Notre-Dame-de-la-Salette